# زاپوودنی
زاپوودنی (انگلیسی: Zapovedny) یک شهرک در بخش گوبکینسکی استان بلگورود کشور روسیه است.